# Loye-sur-Arnon
 Loye-sur-Arnon  es una población y comuna francesa, situada en la región de  Centro, departamento de Cher, en el distrito de Saint-Amand-Montrond y cantón de Saulzais-le-Potier.

## Demografía
| 505 | 488 | 390 | 329 | 303 | 308 |
| Para los censos de 1962 a 1999 la población legal corresponde a la población sin duplicidades (Fuente: INSEE [Consultar]) |     |     |     |     |     |